# America (아메리카의 음반)
《America》는 1971년에 발매된 미국의 록 밴드 아메리카의 데뷔 스튜디오 음반이다. 1971년 말 싱글로 발매된 〈A Horse with No Name〉 없이 처음 발매되었다. 1972년 초에 〈A Horse with No Name〉 세계적인 히트곡이 되었을 때, 음반은 그 트랙과 함께 재발매되었다.

## 배경
이 음반은 미국 빌보드 200 차트에서 1위에 올랐고 5주 동안 머물렀다. 1972년 빌보드 싱글 차트에서 3주간 1위(어덜트 컨템포러리 차트에서 3위로 정점을 찍은 〈A Horse with No Name〉)과 빌보드 싱글 차트에서 9위, AC 차트에서 7위를 기록한 〈I Need You〉 등 두 곡의 히트 싱글을 배출했다. 다른 곡들은 FM 방송국에서 음반 트랙을 재생하는 라디오 방송을 받았는데, 그 중에는 〈Sandman〉(이전에 스페인 로타에 기지를 둔 미국 해군 VQ-2 비행대대에 관한 소문)과 〈Three Roses〉가 포함되었다. 이 음반은 미국 음반 산업 협회로부터 100만 장 이상의 판매로 플래티넘 인증을 받았다.

## 반응
| 전문가 평가                   | 전문가 평가 |
| 평가 점수                     | 평가 점수   |
| 출처                          | 점수        |
| ----------------------------- | ----------- |
| AllMusic                      | [ 1 ]       |
| The Rolling Stone Album Guide | [ 4 ]       |

그의 올뮤직 리뷰에서, 음악 평론가 데이비드 클리어리는 그 밴드의 데뷔 음반을 "포크 팝 고전"이라고 불렀고, "그 결점에도 불구하고, 이 플래터는 매우 강력하게 추천"이라고 결론지었다.

## 곡 목록
| #  | 제목                     | 작사·작곡   | 재생 시간 |
| -- | ------------------------ | ----------- | --------- |
| 1. | 〈Riverside〉            | 듀이 버넬   | 3:03      |
| 2. | 〈Sandman〉              | 버넬        | 5:08      |
| 3. | 〈Three Roses〉          | 버넬        | 3:54      |
| 4. | 〈Children〉             | 버넬        | 3:07      |
| 5. | 〈A Horse with No Name〉 | 버넬        | 4:10      |
| 6. | 〈Here〉                 | 게리 베클리 | 5:30      |

| #  | 제목                     | 작사·작곡 | 재생 시간 |
| -- | ------------------------ | --------- | --------- |
| 1. | 〈I Need You〉           | 베클리    | 3:05      |
| 2. | 〈Rainy Day〉            | 댄 피크   | 2:55      |
| 3. | 〈Never Found the Time〉 | 피크      | 3:50      |
| 4. | 〈Clarice〉              | 베클리    | 4:01      |
| 5. | 〈Donkey Jaw〉           | 피크      | 5:17      |
| 6. | 〈Pigeon Song〉          | 버넬      | 2:18      |

## 인증
| 국가                       | 인증     | 판매량/출하량 |
| -------------------------- | -------- | ------------- |
| 캐나다 (뮤직 캐나다)       | 플래티넘 | 100,000^      |
| 영국 (BPI)                 | 골드     | 100,000^      |
| 미국 (RIAA)                | 플래티넘 | 1,000,000^    |
| ^출하량을 기반으로 한 인증 |          |               |